# Šimon Kupec
Tomáš Malec (ur. 11 lutego 1996 w Żarze nad Hronem) – słowacki piłkarz występujący na pozycji lewego obrońcy w słowackim klubie TJ Rovinka. W swojej karierze grał także w Dukli Bańska Bystrzyca, ViOnie Zlaté Moravce, MFK Ružomberoku, GKS-ie Katowice, KFC Komárno, FC Petržalce i FC Stadlau. Były, młodzieżowy reprezentant Słowacji.